# Berthold Zilly
Berthold Karl Zilly (* 27. Mai 1945 in Danndorf bei Wolfsburg) ist ein deutscher Übersetzer, Honorarprofessor für Literaturwissenschaft an der Universität Bremen und war Lektor am Lateinamerika-Institut der Freien Universität Berlin. Berthold Zilly gilt als einer der bedeutendsten deutschen Brasilianisten. Er ist Mitglied des PEN-Zentrums Deutschland.

## Leben
Berthold Zilly studierte Romanistik und wurde mit einer Arbeit über Der Geizige von Molière promoviert. Von 1974 bis 2010 war er Lektor für brasilianisches Portugiesisch und lateinamerikanische Literatur an der Freien Universität Berlin, zwischenzeitlich auch Gastdozent an brasilianischen Hochschulen. 2004 ernannte ihn die Universität Bremen zum Honorarprofessor.
Berthold Zilly hat drei Kinder. Er hat zwei Brüder und eine Schwester, die Malerin Ulrike Zilly. Er ist verwandt mit dem Gewerkschafter und Reichstagsabgeordneten Heinrich Becker.

## Ehrungen
- 1995 wurden ihm für seine Übersetzung von Krieg im Sertão von Euclides da Cunha der Christoph-Martin-Wieland-Preis und der Jane Scatcherd-Preis verliehen.
- 2001 erhielt er mit dem Cruzeiro do Sul den höchsten Orden Brasiliens (Kommandeur).
- 2012 wurde er Preisträger des Martius-Staden-Preises, als „Anerkennung für seine herausragenden Leistungen als Vermittler zwischen der brasilianischen und deutschen Literatur durch seine langjährige Arbeit als Hochschullehrer, Übersetzer und Literaturkritiker“.[3]
- Im Juni 2018 wurde er zum korrespondierenden Mitglied der Academia Brasileira de Letras gewählt.[4]
- 2019 wurde Zilly das Zuger Übersetzer-Stipendium für die Übersetzung des Romans Grande Sertão: Veredas von João Guimarães Rosa zuerkannt.[5] Im November 2023 erhielt er für dieselbe, noch in Arbeit befindliche Übersetzung ein Exzellenzstipendium des Deutschen Übersetzerfonds.[6]

## Werke

### Eigene Schriften und Herausgeberschaft
- Molières „L'Avare“: Die Struktur der Konflikte. Diss., Schäuble, Rheinfelden 1979, ISBN 3-87718-714-5.
- (als Herausgeber, mit Ligia Chiappini): Brasilien, Land der Vergangenheit? TFM, Frankfurt am Main 2000, ISBN 3-925203-78-8.
- als Herausgeber, mit Angela Mendes de Almeida und Eli Napoleão de Lima: De Sertões, desertos e espaços incivilizados. Mauad, Rio de Janeiro 2001.

### Übersetzungen
- Euclides da Cunha: Krieg im Sertão. Aus dem brasilianischen Portugiesischen übersetzt und mit einem Nachwort von Berthold Zilly. Suhrkamp, Frankfurt am Main 1994, ISBN 3-518-40658-2.
- Mário de Sá-Carneiro: Lúcios Bekenntnis. Roman. Aus dem Portugiesischen übersetzt und mit einem Nachwort versehen von Berthold Zilly. Suhrkamp, Frankfurt am Main 1997, ISBN 3-518-22267-8.
- Afonso Henriques de Lima Barreto: Das traurige Ende des Policarpo Quaresma. Aus dem Portugiesischen übersetzt. Ammann Verlag, Zürich 2001, ISBN 3-250-10414-0.
- Raduan Nassar: Das Brot des Patriarchen. Aus dem Portugiesischen übersetzt. Suhrkamp Verlag, Frankfurt am Main 2004, ISBN 3-518-41615-4.
- Domingo Faustino Sarmiento: Barbarei und Zivilisation. Das Leben des Facundo Quiroga. Ins Deutsche übertragen und kommentiert von Berthold Zilly. Eichborn, Frankfurt am Main 2007, ISBN 978-3-8218-4580-7.
- Joaquim Maria Machado de Assis: Tagebuch des Abschieds, Übersetzung: Berthold Zilly, Verlag Friedenauer Presse, Berlin 2009, ISBN 978-3-932109-55-3.